# Cò quăm trắng Úc
Cò quăm trắng Úc (danh pháp khoa học: Threskiornis moluccus) là một loài chim trong họ Cò quăm (Threskiornithidae). Phạm vi phân bố của chúng rộng khắp nước Úc. Chúng có một bộ lông trắng với đầu trụi lông, màu đen, mỏ dài cong xuống và chân đen. Loài họ hàng của nó là cò quăm trắng châu Phi.
Từng hiếm gặp ở vùng đô thị, nhưng cò quăm trắng Úc đã di cư ngày một đông đến vùng bờ đông Úc từ thập niên 1970; nay nó phổ biến tại Wollongong, Sydney, Melbourne, và Gold Coast, Brisbane và Townsville. Chúng đã biến mất khỏi vùng sinh sản tự nhiên như đầm lầy Macquarie tại tây bắc New South Wales. Một số dự án đã được đề xuất để kiểm soát quần thể cò tại Sydney.